# Can Sabadell (Sant Boi de Llobregat)
Can Sabadell és una obra del municipi de Sant Boi de Llobregat (Baix Llobregat) inclosa en l'Inventari del Patrimoni Arquitectònic de Catalunya.

## Descripció
Es tracta d'una masia pertanyent a la tipologia I de l'esquema de Danés i Torras (teulada a dues aigües amb vessant a la façana) que sofrí a mitjans del segle xix una ampliació consistent en l'addició d'un cos lateral. Malgrat les modificacions recents i el canvi d'activitat (en el 1987 comerç i habitatge), ha conservat l'aspecte original a la façana dels dos pisos superiors amb una remarcable finestra de pedra amb llinda decorada i motiu heràldic.

## Història
No hi ha notícies històriques. L'únic document seria la datació del cadastre i la relació amb els altres casals del segle xvi i XVII que es varen construir a la Pobla Arlovina en aquell esplèndid moment que varen representar aquestes centúries per a la vila, per la importància que representava tenir l'únic pas per a travessar el riu tant homes com mercaderies.